# Aliança Nacional Libertadora
A Aliança Nacional Libertadora (ANL) foi uma frente de esquerda composta por setores de diversas organizações de caráter anti-imperialista, antifascista e anti-integralista (congregando comunistas, alguns tenentes, operários e intelectuais de esquerda). A organização contou com o apoio do Partido Comunista Brasileiro.

## História

### Fundação
No início da década de 1930, surgiram em diversos países frentes populares compostas por diferentes correntes políticas que sentiam a necessidade de uma atuação unificada para deter o avanço do nazifascismo. Também no Brasil, em reação ao crescimento da Ação Integralista Brasileira (AIB), formaram-se pequenas frentes antifascistas que reuniam comunistas, socialistas anarquistas e antigos "tenentes" insatisfeitos com a aproximação entre o governo de Getúlio Vargas e os grupos oligárquicos afastados do poder em 1930.
No segundo semestre de 1934, um pequeno número de intelectuais e militares - entre os quais Francisco Mangabeira, Manuel Venâncio Campos da Paz, Moésia Rolim, Carlos da Costa Leite, Gregório Lourenço Bezerra, Caio Prado Júnior, João Saldanha e Aparício Torelly - começou a promover reuniões no Rio de Janeiro com o propósito de criar uma organização política capaz de dar suporte nacional às lutas populares que então se travavam. Dessas reuniões surgiu a ANL, cujo primeiro manifesto público foi lido na Câmara Federal em janeiro de 1935. O programa básico da organização, divulgado em fevereiro, tinha como pontos principais a suspensão do pagamento da dívida externa do país, a nacionalização das empresas estrangeiras, a reforma agrária e a proteção aos pequenos e médios proprietários, a garantia de amplas liberdades democráticas e a constituição de um governo popular, deixando em aberto, porém, a definição sobre as vias pelas quais se chegaria a esse governo. Neste ano, a ANL também usou a imagem de Lampião como o inspirador político do movimento.
No mês de março, constituiu-se o diretório nacional provisório da ANL, composto, entre outros, por Herculino Cascardo (presidente), Amoreti Osório (vice-presidente), Francisco Mangabeira, Roberto Sisson, Benjamim Soares Cabello e Manuel Venâncio Campos da Paz. No fim do mês, a ANL foi oficialmente lançada em solenidade na capital federal à qual compareceram milhares de pessoas. O manifesto foi lido pelo estudante Carlos Lacerda que, posteriormente, tornar-se-ia uns dos maiores opositores do comunismo. Na ocasião, Luís Carlos Prestes, que se encontrava na União Soviética, foi aclamado presidente de honra da organização. Prestes, que nessa época já aderira ao comunismo, desfrutava de enorme prestígio devido ao seu papel de líder da Coluna Prestes, que na década anterior havia tentado derrubar o governo federal pelas armas. O grupo tinha 1 milhão de membros em seu auge.

### Seções regionais
Ao longo dos anos de 1934 e 1935, calcula-se que dezenas de cidadãos filiaram-se formalmente à ANL, embora o número exato dessas filiações jamais tenha sido conhecido. Houve adesões importantes, como as de Miguel Costa, Maurício de Lacerda e Abguar Bastos. Diversas personalidades, mesmo sem se filiar, mostraram-se simpáticas à Aliança, como os ex-interventores Filipe Moreira Lima, do Ceará, e Magalhães Barata, do Pará, o deputado federal Domingos Vellasco e o prefeito do Distrito Federal, Pedro Ernesto. A entidade promoveu concorridos comícios e manifestações públicas em diversas cidades e teve sua atuação divulgada por dois jornais diários a ela diretamente ligados, um do Rio de Janeiro e outro de São Paulo.
No Rio Grande do Sul, a organização teve sua fundação em cerimônia realizada no Teatro São Pedro, tendo como primeiro secretário da seção gaúcha o estudante de direito Aparício Cora de Almeida e o presidente na figura do escritor Dyonélio Machado Eloy Martins, dirigente comunista do Rio Grande do Sul, relatou posteriormente que Aparício era membro "não legalizado" do Partido Comunista Brasileiro e que sua morte pode ter sido assassinato político por sua ligação com a ANL.
Em Santa Catarina, o núcleo da Aliança Nacional Libertadora, constituído em  1935, liderado por metalúrgicos e eletricistas, como Álvaro Ventura, João Verzola e Manoel Alves Ribeiro, foi responsável pela fundação do PCB após a onda de repressão ocasionada pelo Estado Novo de Getúlio Vargas.

## A Intentona Comunista de 1935
Ver artigo principal: Intentona Comunista
Em abril de 1935 Luís Carlos Prestes voltou clandestinamente ao Brasil. Incumbido pela direção da Internacional Comunista (Comintern) de promover um levante armado que instaurasse no país um governo nacional-revolucionário, recebia a colaboração de um pequeno, mas experiente grupo de militantes estrangeiros, entre os quais se incluía sua mulher, a alemã Olga Benário. A opção de Prestes por manter-se na clandestinidade num momento em que a ANL ganhava as ruas demonstra bem suas intenções insurrecionais e a heterogeneidade de perspectivas que caracterizava essa ampla frente de esquerda.
À medida que a ANL crescia, aumentava a tensão política no país, com frequentes conflitos de rua entre comunistas e integralistas. No dia 5 de julho, a ANL promoveu manifestações públicas para comemorar o aniversário dos levantes tenentistas de 1922 e 1924. Nessa ocasião, contra a vontade de muitos dirigentes aliancistas, foi lido um manifesto de Prestes propondo a derrubada do governo e exigindo "todo o poder à ANL". Vargas aproveitou a grande repercussão do manifesto para, com base na Lei de Segurança Nacional, promulgada em abril, ordenar o fechamento da organização.
Na ilegalidade, a ANL não podia mais realizar grandes manifestações públicas e perdeu o contato com a massa popular que com ela se entusiasmava. Ganharam então força em seu interior os membros do Partido Comunista e os "tenentes" dispostos a deflagrar um levante armado para depor o governo. Em novembro de 1935 estourou em Natal (RN) um levante militar em nome da ANL. Em seguida ao movimento em Natal, que obteve apoio popular e chegou a assumir o controle da cidade por quatro dias, foram deflagrados levantes em Recife e no Rio de Janeiro. O governo federal não teve dificuldade para dominar a situação, iniciando logo a seguir intensa repressão contra os mais variados grupos de oposição atuantes no país, vinculados ou não ao levante. A ANL, alvo principal dessa onda repressiva, foi inteiramente desarticulada.
A despeito de seu fracasso, a chamada revolta comunista forneceu forte pretexto para o fechamento do regime. Após novembro de 1935, o Congresso passou a aprovar uma série de medidas que cerceavam seu próprio poder, enquanto o Executivo ganhava poderes de repressão praticamente ilimitados. Esse processo culminou com o golpe de Estado de 10 de novembro de 1937, que fechou o Congresso, cancelou eleições e manteve Vargas no poder. Instituiu-se assim uma ditadura no país, o chamado Estado Novo, que se estendeu até 1945.